# Taraxacum homoschistum
Taraxacum homoschistum — вид квіткових рослин з родини айстрових (Asteraceae). Вид зростає в Європі: Бельгія, Чехія, Данія, Фінляндія, Франція, Німеччина, Велика Британія, Нідерланди, пн.-зх. європейська Росія, Норвегія, Польща, Швеція; це багаторічна рослина помірних біомів.
Рослина ≈ 30 см заввишки, міцна. Листки випростані, сіро-зелені, злегка запушені; ніжка листка зелена, крилата; бічних часток листка 5(6) пар, трикутні, загострені, загнуті, верхній край цільний, рідко з невеликими зубцями, опуклі; кінцеві частки листків трохи більші за бічні частки, від трикутної до списоподібної форми, загострені. Обгортка оливково-зелена. Зовнішні приквітки зверху світло-сіро-зелені, відігнуті, 4–5 мм завширшки, без облямівки.